# Ковальчук Микола Михайлович (голова облради)
Микола Михайлович Ковальчук (24 вересня 1948 р. – 10 березня 2021 р) – голова Кіровоградської обласної ради (з 2010 р. до 2014 р.). 
Батько: 
Михайло Іванович Ковальчук (1924-2006 рр.)
Матір:
Віра Яківна Ковальчук (1925-2020 рр)
Дружина: 
Катерина Михайлівна Ковальчук ( нар. 1948р)
Син: 
Олександр Миколайович (нар. 1970 р)

## Життєпис
Народився 24 вересня 1948 року в Чигирині на Кіровоградщині (зараз Черкаська область). Закінчив з відзнакою лісогосподарський факультет Української сільськогосподарської академії за фахом – інженер лісового господарства. 
Закінчив з відзнакою Центральноукраїнський національний технічний університет – магістр фінансів. 
П’ять років працював лісничим Відрадного лісництва Новомосковського лісгоспу Дніпропетровської області. 
З 1977 року по 1997 рік працював директором Дніпропетровського держлісгоспу. 
У 1997 році очолив Державне лісогосподарське об’єднання «Кіровоградліс» Кіровоградської області. 
З грудня 1999 року по березень 2005 року – заступник голови Кіровоградської обласної державної адміністрації з питань економіки та фінансів.
З травня 2006 року по листопад 2010 року – працював на виборній посаді  в Кіровоградській обласній раді – головою постійної комісії обласної ради з питань бюджету, фінансів та інвестицій. 
З 2010 року по 2014 рік – голова Кіровоградської обласної ради. 
Депутат місцевих рад шести скликань. Чотири скликання головував у бюджетній комісії. 

## Праці
Автор статей з питань лісівництва, економіки та фінансів. 
Автор книги «Степ і ліс. Сучасне і минуле лісівників Кіровоградщини». 
Автор книги «Шляхами наших предків». 

## Нагороди
- Лауреат обласної краєзнавчої премії імені В.Ястребова. Нагороджений Почесною грамотою Кабінету Міністрів України, Почесною грамотою Верховної Ради України, нагрудним знаком Держагенства України «За бездоганну службу в державній лісовій охороні», іменними годинниками Президента України і голови Верховної ради України, орденом «За заслуги» ІІІ ступеня.